# Nevada Barr
Nevada Barr (Yerington, Nevada, 1 de março de 1952) é uma escritora norte americana reconhecida por sua série literária de Anna Pigeon, composta por romances de ficção e mistério desenvolvidas em parques naturais dos Estados Unidos. Seus livros ainda não possuem tradução em português.

## Carreira
Barr começou a interessar pelo movimento ecologista, pelo que começou a trabalhar como guarda florestal de temporada no verão. Criou a série da personagem Anna Pigeon enquanto trabalhava de temporada no Parque Nacional das Montanhas de Guadalupe, Texas. Pigeon é uma guarda florestal que trabalha no Serviço de Parques Nacionais dos Estados Unidos. Os livros da série têm lugar em vários parques nacionais onde Pigeon resolve assassinatos que com frequência estão relacionados com problemas ambientais.

## Obras

### Série de Anna Pigeon
- 1993 - Track of the Cat (ISBN 0-399-13824-2)
- 1994 - A Superior Death (ISBN 0-399-13916-8)
- 1995 - Ill Wind (ISBN 0-399-14015-8)
- 1996 - Firestorm (ISBN 0-399-14126-X)
- 1997 - Endangered Species (ISBN 0-399-14246-0)
- 1998 - Blind Descent (ISBN 0-399-14371-8)
- 1999 - Liberty Falling (ISBN 0-399-14459-5)
- 2000 - Deep South (ISBN 0-399-14586-9)
- 2001 - Blood Lure (ISBN 0-399-14702-0)
- 2002 - Hunting Season (ISBN 0-399-14846-9)
- 2003 - Flashback (ISBN 0-399-14975-9)
- 2004 - High Country (ISBN 0-399-15144-3)
- 2005 - Hard Truth (ISBN 0-399-15241-5)
- 2008 - Winter Study (ISBN 978-0-399-15458-4)
- 2009 - Borderline (ISBN 978-0-399-15569-7)
- 2010 - Burn (ISBN 978-0-312-61456-0)
- 2012 - The Rope (ISBN 978-0-312-61457-7)
- 2014 - Destroyer Angel (ISBN 978-0-312-61458-4)
- 2016 - Boar Island (ISBN 978-1-250-06469-1)